# Kanton Condrieu
Condrieu is een voormalig kanton van het Franse departement Rhône. Het kanton maakte deel uit van het arrondissement Lyon. Het kanton is in maart 2015 opgegaan in het kanton Mornant.

## Gemeenten
Het kanton Condrieu omvatte de volgende gemeenten:
- Ampuis
- Condrieu (hoofdplaats)
- Les Haies
- Loire-sur-Rhône
- Longes
- Saint-Cyr-sur-le-Rhône
- Saint-Romain-en-Gal
- Sainte-Colombe
- Trèves
- Tupin-et-Semons